# Diogo Freitas do Amaral
Diogo Pinto de Freitas do Amaral GCC • GCSE • GCIH (Póvoa de Varzim, Póvoa de Varzim, 21 de julho de 1941 – Cascais e Estoril, Cascais, 3 de outubro de 2019) foi um professor universitário, jurisconsulto, político, diplomata, divulgador histórico, romancista e dramaturgo português.

## Biografia

### Percurso académico e profissional
Freitas do Amaral finalizou os estudos secundários no Liceu Pedro Nunes e ingressou aos 18 anos na Faculdade de Direito da Universidade de Lisboa, onde em 1963 se licenciou em Direito.
Quando era estudante finalista da licenciatura presidiu à Mesa da RGA (Reunião Geral de Alunos) da Associação Académica da Faculdade de Direito de Lisboa (AAFDL), entre 1961 e 1962. Também colaborou na revista Quadrante (1958-1962), publicada pela AAFDL.
Discípulo de Marcelo Caetano, viria a dedicar-se à carreira académica na mesma Faculdade, especializando-se em Direito Administrativo — em 1964 concluía o Curso Complementar de Ciências Político-Económicas, com a dissertação A utilização do domínio público pelos particulares; em 1967 obtinha o doutoramento em Ciências Jurídico-Políticas, com a tese A execução das sentenças dos tribunais administrativos.
Prestou provas de agregação com um estudo intitulado Conceito e Natureza do Recurso Hierárquico (1983).
Chegou a professor catedrático em 1984 e cumpriu também cinco mandatos como presidente do Conselho Científico da Faculdade de Direito de Lisboa.
Em 1977 iniciou a sua colaboração com a Faculdade de Direito da Universidade Católica Portuguesa.
Em 1998, depois de ter estado entre os fundadores da Faculdade de Direito da Universidade Nova de Lisboa, abandonou a Clássica, dedicando-se exclusivamente ao ensino na Nova, onde também presidiu à Comissão Instaladora, até 1999. No dia 22 de Maio de 2007 lecionou nesta Faculdade a sua última aula, com o tema Alterações do Direito Administrativo nos últimos 50 anos.
A partir de 2011 regeu, na Faculdade de Direito da Universidade Lusófona de Humanidades e Tecnologias a disciplina de Direito Público da Economia, coordenando também o Centro Português de Estudos Lusófonos.
Autor de um Curso de Direito Administrativo, com diversas edições desde 1986 Freitas do Amaral é considerado, um dos principais doutrinários do Direito Administrativo da Escola de Lisboa, estando à cabeça de uma nova geração de cultores dessa disciplina, posteriores à Escola de Marcello Caetano, em que se encontram nomes como Maria da Glória Garcia, Luís Fábrica, Vasco Pereira da Silva, Maria João Estorninho, Paulo Otero e Carla Amado Gomes.

### Atividade política e governativa
Defensor de uma Democracia cristã de matriz europeia para Portugal, Diogo Freitas do Amaral foi um dos fundadores do Partido do Centro Democrático Social, e seu primeiro líder, eleito no congresso fundador do CDS, após o 25 de abril de 1974. Presidiu à Comissão Política Nacional até 1982, e, de novo, entre 1988 e 1991.
Pelo CDS foi deputado à Assembleia Constituinte, eleito em 1975. Nesse período o CDS foi o único partido a votar no Parlamento contra a aprovação da Constituição da República Portuguesa de 1976, dado o pendor socializante da sua versão originária. Seria depois deputado à Assembleia da República, entre 1976 e 1983, e, novamente, de 1991 a 1993.
Foi também membro do Conselho de Estado, de 1974 a 1975.
Em 1979 constituiu com Francisco Sá Carneiro, líder do Partido Social Democrata, e Gonçalo Ribeiro Teles, líder do Partido Popular Monárquico, a coligação Aliança Democrática. A esta formação viria a juntar-se José Medeiros Ferreira, António Barreto e Francisco Sousa Tavares, do Movimento dos Reformadores, dissidentes do Partido Socialista, em defesa de uma solução governativa com autoridade e estabilidade.
A AD viria a ganhar com maioria absoluta as eleições legislativas de 1979 — a primeira maioria absoluta da Democracia portuguesa — bem como as legislativas de 1980.
Na sequência desse resultado, Freitas do Amaral fez parte do VI Governo Constitucional, como Vice-Primeiro-Ministro e Ministro dos Negócios Estrangeiros, desde janeiro até dezembro de 1980. Após a tragédia de Camarate, que vitimou o Primeiro-Ministro Francisco Sá Carneiro, cuja morte e dos que o acompanhavam lhe coube anunciar na televisão, assumiu funções como Primeiro-Ministro interino do mesmo Governo. Sob a chefia de Francisco Pinto Balsemão, que sucedeu a Sá Carneiro no cargo de Primeiro-Ministro, integrou meses mais tarde o VIII Governo Constitucional, como Vice-Primeiro-Ministro e Ministro da Defesa Nacional, de 1981 a 1983.
A revisão constitucional de 1982, conseguida através de um consenso com o PS de Mário Soares — o que resultou numa divisão interna dos socialistas, entre a fação de Soares e uma outra, mais próxima do general Ramalho Eanes, liderada por Salgado Zenha — foi um dos maiores feitos políticos do governo da Aliança Democrática, nessa altura já chefiado por Francisco Pinto Balsemão. A revisão constitucional de 1982 procurou diminuir a carga ideológica da Constituição, flexibilizar o sistema económico e redefinir as estruturas do exercício do poder político, tendo extinto o Conselho da Revolução e criado um novo sistema de fiscalização da constitucionalidade, da competência de um Tribunal Constitucional, então criado.
Entre 1981 e 1983 foi igualmente Presidente da União Europeia das Democracias Cristãs.
Em 1992 afastou-se do CDS, anunciando a sua retirada da política ativa. No entanto, apenas abandonou o seu cargo de deputado em Novembro de 1993.
Foi até hoje o único português Presidente da Assembleia Geral das Nações Unidas; o que sucedeu na 50.ª Sessão dessa organização internacional, em 1995-1996.

### Candidatura aPresidente da República
Candidato a Presidente da República nas eleições de 1986, obteve o apoio do PSD e do CDS, atingindo 48,8% dos votos na segunda volta, próximos, mas insuficientes para a vitória, que coube a Mário Soares.

### Ingresso num governo formado peloPS
Embora se declarasse independente, a sua escolha como Ministro dos Negócios Estrangeiros do XVII Governo, formado pelo Partido Socialista de José Sócrates, causou polémica, em março de 2005. Nesse mesmo ano afastou-se e demitiu-se de membro do Partido Popular Europeu, que considerou a sua militância incompatível com a sua condição de ministro num governo socialista.
Por motivos de saúde, alegando cansaço, abandonou o cargo governativo em junho de 2006.
Em 2015, durante a campanha para as eleições legislativas, Freitas do Amaral declarou publicamente o seu apoio ao Partido Socialista e ao então secretário-geral António Costa. Segundo as suas declarações, justificou o apoio com base na confiança na "experiência e moderação" de Costa, afirmando ainda que o país necessitava de "mudança de rumo" e de uma liderança dialogante. 

### Morte
Freitas do Amaral faleceu a 3 de outubro de 2019, no Hospital da CUF, em Cascais, Lisboa, aos 78 anos, devido a um cancro ósseo. O funeral ocorreu no Mosteiro dos Jerónimos, de onde seguiu para o Cemitério da Guia, em Cascais, onde foi sepultado.

## Outras atividades
Foi comentador televisivo esporádico, nomeadamente na SIC Notícias; escreveu duas biografias, uma do rei D. Afonso Henriques e outra do rei D. Afonso III de Portugal, ambos seus ascendentes pela linhagem dos de Sousa, e uma peça de teatro sobre Viriato.

## Resultados eleitorais

### Eleições legislativas
| Data | Partido    | Partido | Círculo eleitoral | Posição    | Cl.     | Votos          | %              | +/-    | Status            | Notas                                     |
| ---- | ---------- | ------- | ----------------- | ---------- | ------- | -------------- | -------------- | ------ | ----------------- | ----------------------------------------- |
| 1975 |            | CDS     | Lisboa            | 1º (em 55) | 4.º     | 60 691         | 4,80 / 100,00  |        | Eleito            | Assembleia Constituinte Presidente do CDS |
| 1976 | 1º (em 58) | CDS     | Lisboa            | 4.º        | 157 554 | 13,29 / 100,00 | 8,49           | Eleito | Presidente do CDS |                                           |
| 1979 |            | AD      | Lisboa            | 2º (em 56) | 1.º     | 523 583        | 39,86 / 100,00 |        | Eleito            | Vice-primeiro-ministro Presidente do CDS  |
| 1980 | 2º (em 56) | AD      | Lisboa            | 1.º        | 548 892 | 41,57 / 100,00 | 1,71           | Eleito |                   | Vice-primeiro-ministro Presidente do CDS  |
| 1991 |            | CDS     | Lisboa            | 1º (em 56) | 4.º     | 49 194         | 4,00 / 100,00  |        | Eleito            | Presidente do CDS                         |

### Eleições Presidenciais
| Data | Partidos apoiantes | 1ª Volta | 1ª Volta  | 1ª Volta       | 1ª Volta | 2ª Volta | 2ª Volta  | 2ª Volta       | 2ª Volta | Status     |
| Data | Partidos apoiantes | Cl.      | Votos     | %              | +/-      | Cl.      | Votos     | %              | +/-      | Status     |
| ---- | ------------------ | -------- | --------- | -------------- | -------- | -------- | --------- | -------------- | -------- | ---------- |
| 1986 | CDS, PPD/PSD, PDC  | 1.º      | 2 629 597 | 46,31 / 100,00 |          | 2.º      | 2 872 064 | 48,82 / 100,00 | 2,51     | Não eleito |

## Condecorações e distinções
Recebeu numerosas distinções, entre elas:
- Cavaleiro de Grã-Cruz da Ordem do Mérito da República Italiana de Itália (3 de Novembro de 1980)
- Grã-Cruz da Real Ordem Norueguesa de Santo Olavo da Noruega (3 de Novembro de 1980)
- Grã-Cruz do Mérito com Estrela e Banda da Ordem do Mérito da República Federal da Alemanha Ocidental (22 de Dezembro de 1980)
- Grã-Cruz da Ordem Militar de Nosso Senhor Jesus Cristo de Portugal (3 de Agosto de 1983)
- Grã-Cruz da Ordem do Infante D. Henrique de Portugal (9 de Junho de 1994)
- Grã-Cruz da Antiga, Nobilíssima e Esclarecida Ordem Militar de Sant'Iago da Espada, do Mérito Científico, Literário e Artístico de Portugal (9 de Junho de 2003)
- Comendador da Ordem Nacional do Mérito de França (27 de Janeiro de 2006)
- Primeira Classe da Ordem da Estrela Branca da Estónia (29 de Março de 2006)
- Doutoramento Honoris Causa pela Universidade Nova de Lisboa (? de ? de 2015)

## Família
Filho do engenheiro Duarte Pinto de Carvalho Freitas do Amaral e de sua mulher, Maria Filomena de Campos Trocado, sobrinha-bisneta do 1.º Barão da Póvoa de Varzim.
Casou em Sintra, Santa Maria e São Miguel, a 31 de julho de 1965 com Maria José Salgado Sarmento de Matos (Lisboa, 13 de outubro de 1943), escritora, com o pseudónimo de Maria Roma, sobrinha paterna de Henrique Roma Machado Cardoso Salgado, prima-irmã do banqueiro Ricardo Salgado e do arquiteto Manuel Salgado e neta paterna duma filha do 2.º Visconde de Moimenta da Beira; tiveram quatro filhos e filhas: Pedro (1966), Domingos (1967), Filipa (1969) e Joana (1971).

## Obras publicadas
- O caso do Tamariz: estudo de jurisprudência crítica (1965)
- A utilização do domínio público pelos particulares (1965)
- A execução das sentenças dos tribunais administrativos (1967-1997)
- As modernas empresas políticas portuguesas (1971)
- A reorganização do Ministério da Educação Nacional (1972)
- Estudos de direito público em honra de professor Marcello Caetano (1973)
- A função presidencial nas pessoas colectivas de Direito Público (1973)
- A prática parlamentar britânica (1973)
- A responsabilidade da administração no Direito Português (1973)
- Exposição (1974)
- A resposta é muito simples… (1975)
- As Forças Armadas no contexto da Nação (1976)
- Direito administrativo e ciência da administração (1978)
- Conceito de reforma administrativa (1980)
- Conceito e natureza do recurso hierárquico (1981-2005)
- Lei de defesa nacional e das forças armadas : memória justificativa (1982)
- Relatório sobre o programa, os conteúdos e os métodos de ensino de uma disciplina de Direito Administrativo (1983)
- Direito administrativo (1983-1989)
- Ciência politica (1983-1994)
- Governos de gestão: sumário da lição de síntese (1983-2002)
- A revisão constitucional de 1982: textos e projectos (1984)
- Sá Carneiro, primeiro-ministro (1984)
- Política externa e política de defesa: discursos e outros textos (1985)
- Uma solução para Portugal (1985-1986)
- Curso de direito administrativo (1986-2008)
- Fases do procedimento decisório do 1.º grau (1992)
- Para uma história das ideias políticas: Maquiavel e Erasmo ou duas faces da luta entre poder e moral (1992)
- Um voto a favor de Maastricht: razões de uma atitude (1992)
- Como avançar no processo de regionalização (1993)
- Direito do urbanismo: sumários (1993)
- A codificação do procedimento administrativo em Portugal: razão de ser, tradições e enquadramento constitucional (1994)
- A tentativa falhada de um acordo Portugal-EUA sobre o futuro do ultramar português (1963) (1994)
- Documentos básicos para a história do CDS (Partido do Centro Democrático Social) (1995)
- O antigo regime e a revolução: memórias políticas: 1941-1975 (1995)
- Em que momento se tornou Portugal um país independente (1996-2002)
- O valor jurídico-político da referenda ministerial: estudo de direito constitucional e ciência política (1997)
- História das ideias políticas (1999-2008)
- Sumários de introdução ao direito (2000)
- D. Afonso Henriques: biografia (2000-2006)
- O magnífico reitor (2001)
- Aspectos jurídicos da empreitada de obras públicas: (decisão arbitral sobre a obra hidráulica Beliche-Eta de Tavira) (2002)
- Estudo sobre concessões e outros actos da administração : pareceres (2002)
- Do 11 de Setembro à crise do Iraque (2002-2003)
- Grandes linhas da reforma do contencioso administrativo (2002-2007)
- Viriato: peça em 3 actos (2003)
- Ao correr da memória: pequenas histórias da minha vida (2003)
- D. Manuel I e a construção do estado moderno em Portugal (2003)
- Estudos de direito público e matérias afins (2004)
- Manual de introdução ao direito (2004)
- Quinze meses no Ministério dos Negócios Estrangeiros (2006)
- A crise no Conselho de Justiça da Federação Portuguesa de Futebol: (parecer jurídico) (2008)[15]
- As Ideias Políticas e Sociais de Jesus Cristo (edição póstuma, 2019)